# Bible moralisée
Ne doit pas être confondu avec Bible historiale ou Biblia pauperum.

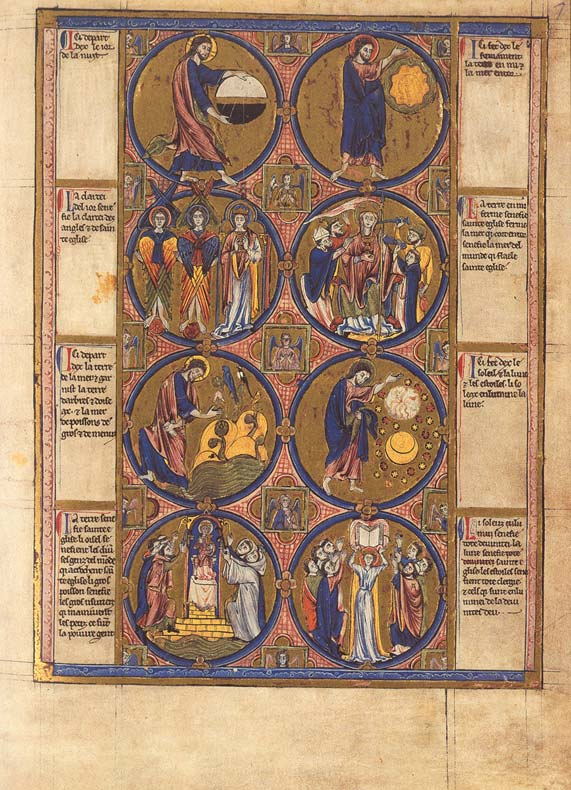
Page de la bible moralisée de Vienne, vers 1230, Bibliothèque nationale autrichienne, Codex Vindobonensis 2554.

Une Bible moralisée est un type de manuscrit biblique enluminé datant de la fin du Moyen Âge (XIIIe au XVe siècles) qui consiste en la reprise de versets de la bible en latin, accompagnés de commentaires prodiguant des leçons de morale et systématiquement associés à des miniatures illustrant ces extraits. Ces manuscrits sont aussi parfois appelés Bible historiée, Bible allégorisée, ou Emblèmes bibliques. Les plus grandes bibles contiennent jusqu'à 5 000 miniatures.

## Description
La présentation des bibles moralisées est relativement standardisée. Chaque page présente huit miniatures, sur quatre rangées. Chaque rangée permet de comparer deux miniatures, la première présente une scène de l'Ancien Testament, mise au regard avec une scène du Nouveau. À chaque miniature correspond un verset de la bible accompagné de commentaires à visée moralisatrice.

## Principaux manuscrits de bibles moralisées
La complexité de ce type de manuscrits, ainsi que le très grand nombre de miniatures nécessaires à sa réalisation, font que les bibles moralisées sont souvent restées réservées à quelques rois ou grands princes. Relativement peu d'exemplaires sont connus et ont subsisté jusqu'à nos jours.

### Les premiers exemplaires

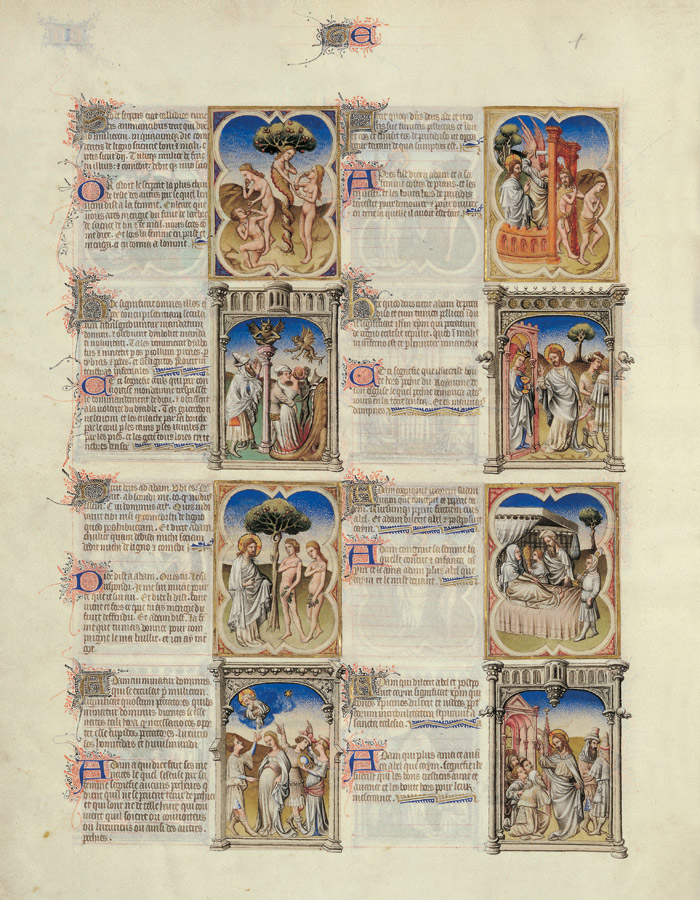
Bible moralisée de Philippe le Hardi.

Quatre exemplaires de bible moralisée sont datés de la première moitié du XIIIe siècle et réalisés dans un atelier parisien : 
- la Bible moralisée de Vienne 2554 est conservée à la bibliothèque nationale autrichienne, Codex Vindobonensis 2554, elle est le seul exemplaire rédigé entièrement en français et daté des années 1215-1230[1],[2]
- la Bible moralisée de Vienne 1179, un autre exemplaire conservé à la bibliothèque de Vienne, en latin cette fois et daté de la même période, Codex Vindobonensis 1179[3]
- la Bible moralisée Oxford-Paris-Londres, un exemplaire composé de quatre tomes conservés dans trois lieux différents, datée des années 1230-1245 :
  - un tome à la bibliothèque bodléienne à Oxford, Ms. Bodl 270b[4]
  - un tome à la Bibliothèque nationale de France, Ms Lat11560
  - deux tomes  à la British Library de Londres, Harley ms 1526[5] et 1527[6]
- la Bible moralisée de Tolède, proche du précédent, conservée à la bibliothèque épiscopale de Tolède en Espagne (ms I-III), dont un fragment appartient à la Pierpont Morgan Library de New York (ms M240).

### Les manuscrits illustrés desXIVeetXVesiècles
Plusieurs bibles sont copiées et illustrées sur le même modèle que les précédentes, avec quelques distinctions, mais toujours pour des commanditaires aristocrates :
- la Bible moralisée de Jean le Bon est une bible moralisée complète réalisée à l'attention du roi de France Jean II le Bon ; elle est actuellement conservée à la bibliothèque nationale de France, Fr 167.
- une bible d'origine anglaise, basée sur la Bible moralisée Oxford-Paris-Londres, conservée à la British Library (Add.18719)
- la Bible moralisée de Philippe le Hardi, restée inachevée, a été réalisée pour Philippe II de Bourgogne par les frères de Limbourg vers 1402-1404 puis par Georges Trubert vers 1485. Le manuscrit est actuellement conservé à la BNF (Fr 166)[7]

### Autres manuscrits
D'autres bibles moralisées sont toujours conservées, mais sans une illustration systématique de tous les épisodes bibliques :
- la Bible moralisée napolitaine, une bible commandée par Robert Ier de Naples et achevée vers 1350, actuellement conservée à la BNF (Fr.9561)[8]
- une autre bible, dite « bible d'Osuna », peu illustrée et datée de la fin du XIVe siècle, conservée à la Bibliothèque nationale d'Espagne (Ms.10232)[9]
- Antoine bâtard de Bourgogne en fait réaliser un exemplaire dans les années 1455-1460 à Bruges, actuellement conservé à la Bibliothèque royale de la Haye (76 E 7)[10].